# Entesa de l'Esquerra de Menorca
La Entesa de l'Esquerra de Menorca (Acuerdo de la Izquierda de Menorca) fue una coalición a nivel insular entre el Partit Socialista de Menorca y la sección menorquina de Esquerra Unida que duró desde el 1987 hasta el 1994. 
Esta coalición se presentó dos veces a las elecciones autonómicas, en 1987 y en 1991. En ambas ocasiones obtuvo dos representantes en el Consejo Insular de Menorca y en el Parlamento de las Islas Baleares, que fueron Joan Francesc López Casasnovas y Ramon Orfila Pons. 
Esta coalición formó parte del gobierno de la máxima institución de Menorca a principios de la legislatura 1987-1991, bajo la presidencia del socialista Tirs Pons.
- Datos: Q11681502